# 第一次瓜分波兰

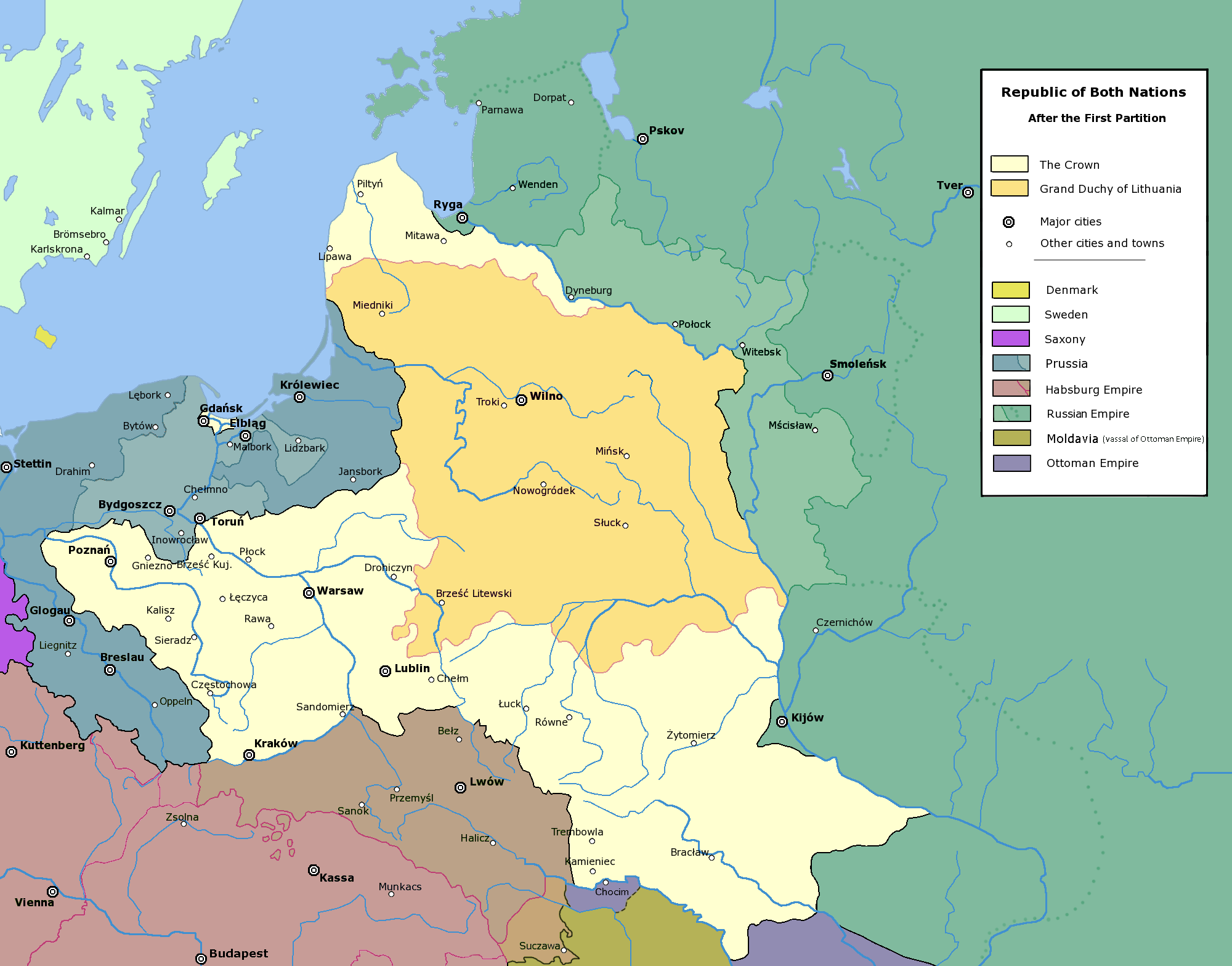
1772年遭到瓜分后的波兰立陶宛联邦疆域

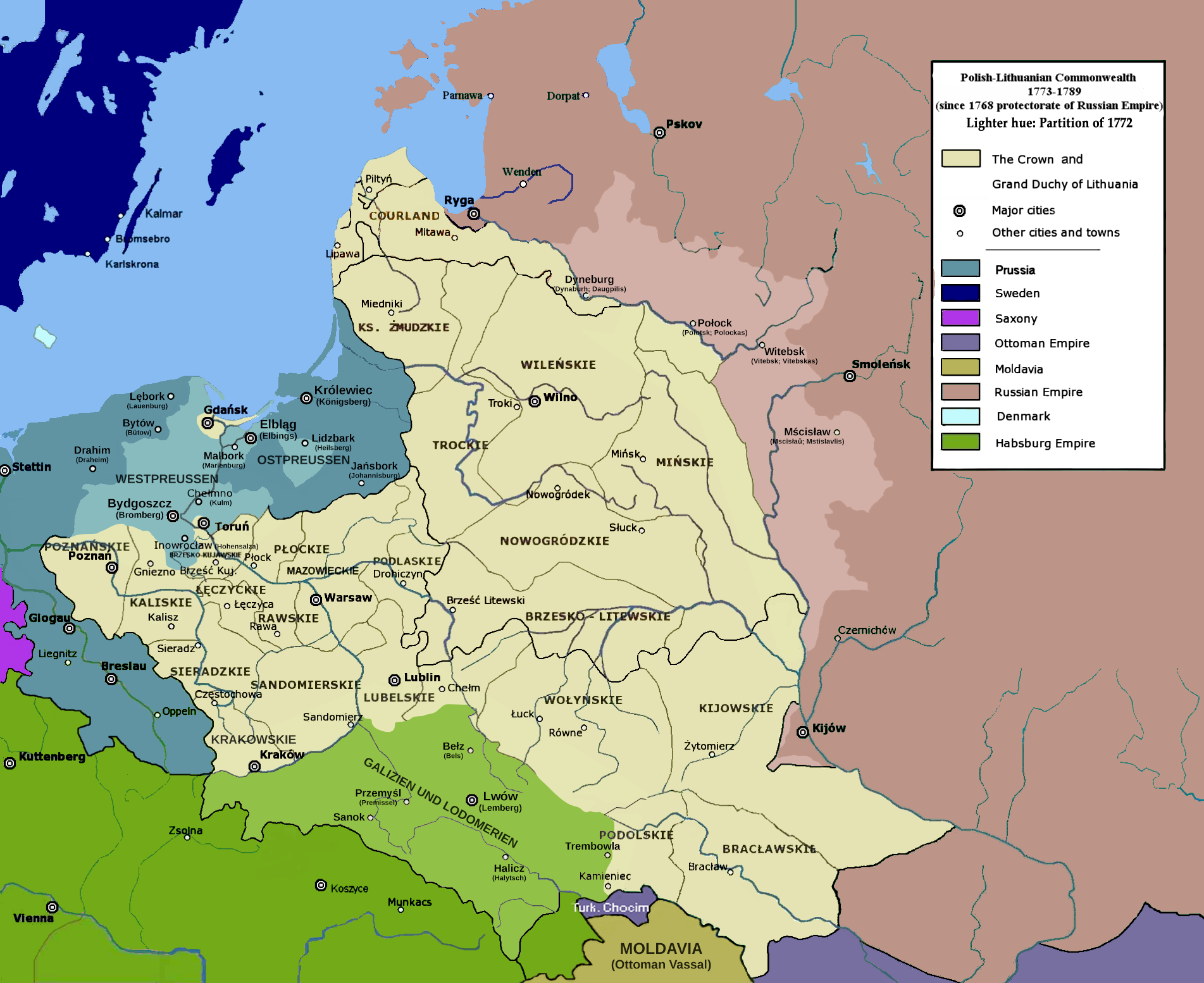
自1773年至1789年，波兰立陶宛联邦为俄罗斯帝国的保护国

第一次瓜分波蘭（或稱為第一次瓜分波蘭立陶宛聯邦）發生在1772年，是1772年至1795年間，造成波蘭立陶宛聯邦滅亡的三次瓜分波蘭之中的第一次。這次瓜分背後的主要目的是扩展俄羅斯帝國勢力，以威慑普魯士王國及哈布斯堡。日渐衰弱的波蘭立陶宛聯邦國土，包括其中已被俄羅斯統治的部分，遭到它比較強盛的鄰國——奧地利、俄羅斯和普魯士——的瓜分，而使上述三國在東歐重新达到權力平衡。由於波蘭無力保衛自身國土，再加上外國軍力早已駐紮在波蘭國內，於是波蘭國會（波蘭稱之為瑟姆，Sejm）在1773年由上述三個政權召開的瓜分瑟姆中，承認了這次瓜分。

## 背景

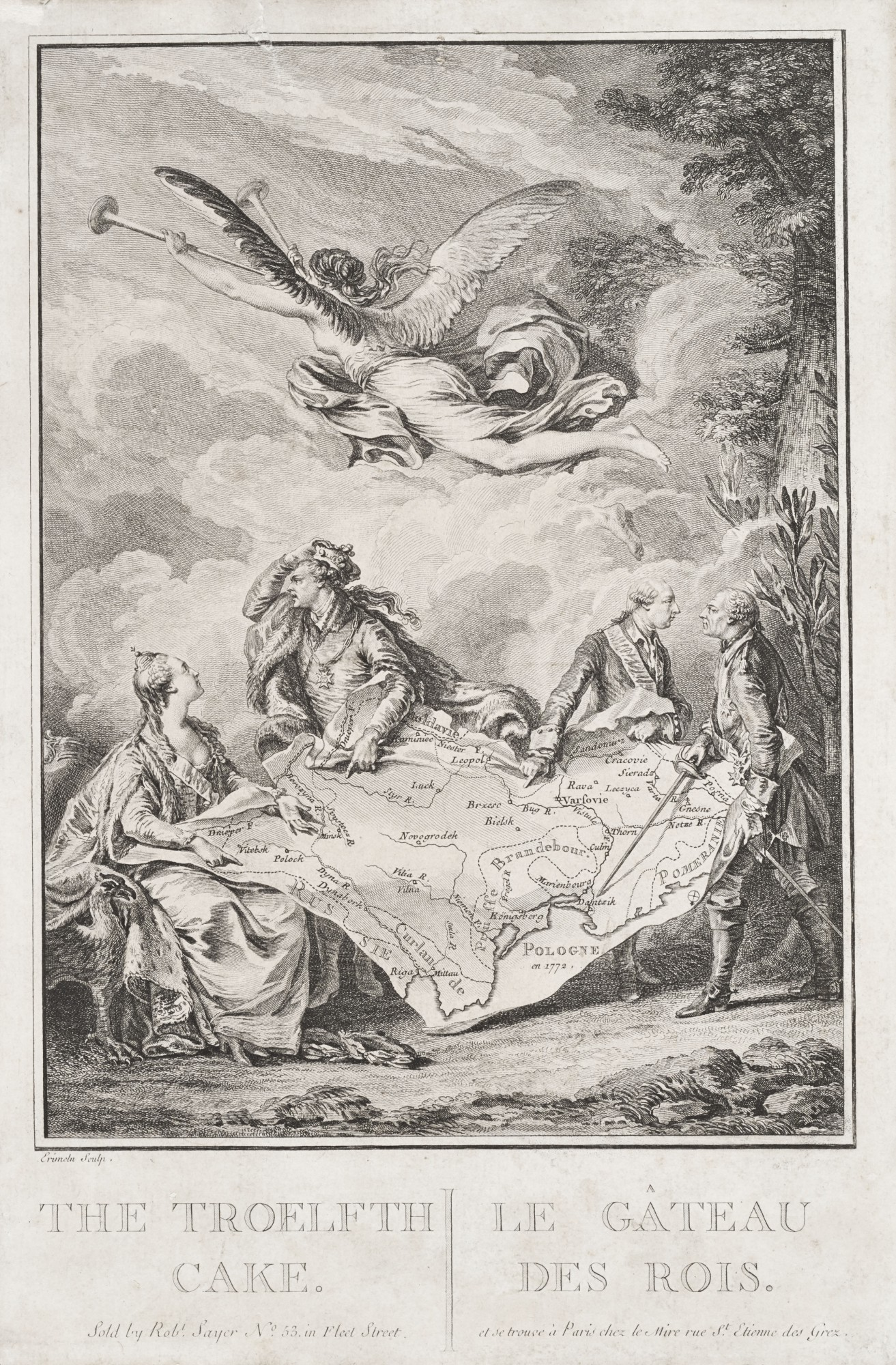
王室蛋糕（或诸王的蛋糕，le gâteau des rois），由让·米歇尔·莫罗·勒·热恩绘，关于第一次瓜分波兰的讽刺画

十七世紀末與十八世紀初，波蘭立陶宛聯邦的地位一落千丈，由欧洲主要强国沦為俄羅斯的保護國（或称屬地、附庸國），而所謂的自由選舉，實際上是由俄羅斯沙皇挑選波蘭立陶宛聯邦君主，而且沙皇还操纵波蘭的大部分內政。例如以俄罗斯大使命名的列普宁瑟姆时期，大使以非正式的方式主持國會。
第一次瓜分發生前，歐洲權力平衡產生了變動，其中俄羅斯在第五次俄土戰爭 (1768年-1774年)中戰勝了，因而更加強盛，威脅著哈布斯堡王室在此地區的利益（尤其是摩爾達維亞與瓦拉幾亞公國）。於是哈布斯堡奧地利斟酌是否對俄羅斯宣戰。
与俄罗斯和奥地利都友好的法国提议重新划分各国的领土。这次重组中，奥地利可以得到西里西亚省作为补偿，而普鲁士会得到波兰的艾门兰和当时已经由波罗的日耳曼人统治的波兰属地—库尔兰和瑟米加利亚公国。普魯士国王腓特烈二世不愿放弃在新近通过西里西亚战争得到的西里西亚；但是他也在寻求和平解决方案—他与俄罗斯的联盟会把他拉到与奥地利的潜在战争中，此外七年战争也削弱了普鲁士的财力和兵力。腓特烈二世也想要保卫衰弱的奥斯曼帝国，这样他可以在普鲁士与俄罗斯（或与奥地利）的战争中将奥斯曼拉到自己的一方。腓特烈的兄弟亨利亲王自1770年冬到1771年，是普鲁士宫廷在圣彼得堡的代理人。當奥地利于1769年在匈牙利塞派什地区吞并了13个城镇（违反了卢博夫拉条约）的时候，叶卡捷琳娜二世和他的顾问伊凡·切尔内绍夫向亨利提议，让普鲁士占领波兰，例如艾门兰的一些土地。亨利将他的建议提交给腓特烈后，腓特烈建议以奥地利、普鲁士和奥地利的名义瓜分波兰，而瓜分得来的最大土地赠与最弱的一方—奥地利，以达到权力平衡。于是腓特烈尝试鼓励俄罗斯向衰弱而无影响力的波兰扩张来代替向奥斯曼帝国的扩张。而奥地利政治家文策尔·安通·格拉夫·考尼茨提出普鲁士應該向波兰取得土地，而把西里西亚让给奥地利，但是這項提議遭到了腓特烈的拒绝。 
虽然在過去几十年间（自無聲議會，也就是1721年2月開議的波蘭國會起）俄罗斯就将衰落的波兰看做是自己的保护国， 但是波兰遭到了试图扰乱俄罗斯对波兰控制的巴尔联盟军队发起的内战的破坏。而不久前乌克兰的赫梅爾尼茨基起義和哥萨克起义也削弱了波兰的地位。更近一步来讲，受到俄罗斯支持的波兰国王斯坦尼斯瓦夫·奥古斯特·波尼亚托夫斯基被看做是十分弱小卻太有主见的人；最后俄罗斯宫廷認為波兰作为保护国的作用已不存在。这三国對此行動的藉口是處理麻烦的邻国，并让波兰从无政府状态恢复秩序（巴尔联盟为这三国提供了一个合适的理由）的补偿；事实上上述三股势力都对领土扩张感兴趣。
在俄罗斯占领多瑙河公国后，亨利让腓特烈和女大公玛丽亚·特蕾西亚相信通过将波兰立陶宛联邦瓜分成三部份会比俄罗斯向奥斯曼帝国扩张更能维持权力平衡。因為普魯士長久以來都想吞并波兰北部王室普鲁士省份（西普魯士），在腓特烈大帝的压迫下，三个国家同意第一次瓜分波兰的行動。对这次協議的唯一反对意见来自于奥地利，因為該國很可能与奥斯曼帝国联盟，更打算吞并垂涎多年，受到奥斯曼帝国统治的巴尔干地区。巴尔联盟在1771年11月3日企圖绑架国王波尼亚托夫斯基的尝试给了三个国家完美的藉口以体现出“波兰正处在无政府状态中”，并需要它的邻国干涉，以“保卫”国家和它的公民。

## 开始瓜分

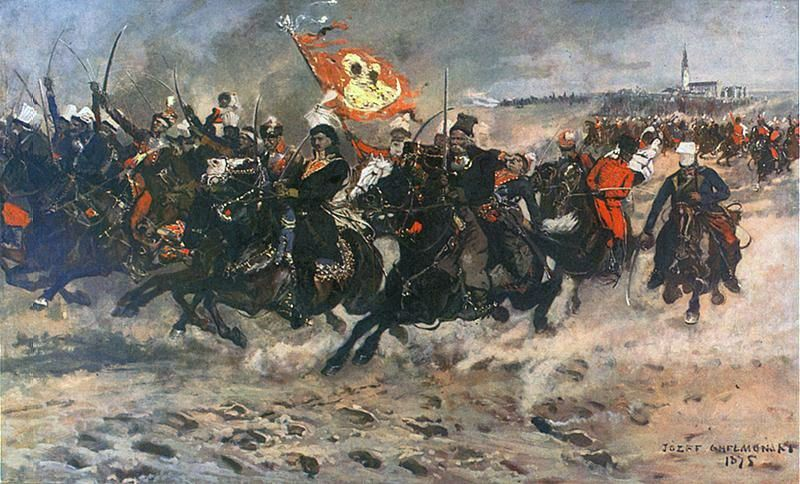
侵略戰爭油畫

自1769年至1771年，奥地利和普鲁士就已经接管了联邦的部分位于边疆的领土，自1769年至1770年，奥地利接管塞派什郡，而普鲁士则接管了劳恩堡和比余托夫。在1772年2月19日，双方在维也纳签署瓜分协议。先前俄罗斯和普鲁士曾在1772年2月6日签署同样的协议。八月初，俄罗斯、普鲁士和奥地利军队同时进入联邦并占领他们之间商定瓜分的土地。在8月5日，三方签署关于各自取得新领土的条约。
在奥地利（曾支持过巴尔联盟）加入普俄联军后，在其执行委员会被强令离开奥地利的情况下，巴尔联盟军团依然没有投降。他们尽可能地守住他们控制的堡垒；克拉科夫的瓦维尔城堡直到4月末才陷落；蒂涅茨要塞在1772年7月末才陷落；由卡齐米日·普瓦斯基控制的琴斯托霍瓦要塞在8月末才陷落。最后巴尔联盟被击败了，它的成员要不流亡国外，要不就被俄罗斯人流放至西伯利亚。

## 领土划分
瓜分协议在1772年9月22日就已经得到了签署方的認可。这是腓特烈二世的一项重大成就： 因為普鲁士得到的土地也许是最小的，但是值得注意的是，这些土地已经经过发展，且有高度战略意义。普鲁士得到了波兰王室普鲁士的大部分地区的土地，包括艾门兰在內。让东普鲁士这一昔日的飞地得以与普鲁士主体相连。普鲁士也吞并了诺泰奇河沿岸地区（内策区）和库亚维北部，但没有占领但泽 (格但斯克)和托伦。由普鲁士吞并的领土在1773年编为叫做西普鲁士的新省。总体而言，普鲁士得到了36000平方公里的土地和大约60万人。通过吞并波兰西北部，普鲁士切断了波兰的出海口，得到了80%的联邦外贸贸易额。因为征收高额关税，普鲁士加快了联邦的灭亡。
虽然奥地利女大公玛丽亚·特蕾西亚反对瓜分波兰，奥地利政治家文策尔·安通·格拉夫·考尼茨认为奥地利所得到的土地是对她的极大补偿；尽管奥地利对瓜分兴致最小，它得到了最多的人口和第二多的土地（83000平方千米的土地和265万人）。奥地利吞并了扎托尔和奥斯维辛，以及包括克拉科夫部分县和桑多梅日（和波赫尼亚与维利奇卡），整个加利西亚（不包括克拉科夫）的土地。
俄罗斯在联邦东北部所得到的土地是最大的，但也是最没经济意义的。从名為“外交文献”中俄罗斯占有联邦东部的土地，大体上包括德维纳、德鲁特和第聂伯河—利沃尼亚依然留在联邦，而从白俄罗斯所得到的土地包括维捷布斯克、波洛茨克和姆斯齐斯劳。俄罗斯得到了92000平方千米的土地和130万人，并将所得的新领土编为叶卡捷琳诺斯拉夫省和莫吉廖夫省。
在第一次瓜分波兰中，波兰立陶宛联邦丧失了211000平方千米的土地（占其领土的30%，此前联邦领土面积为733000平方千米），与至少四至五百万的人口（约占总人口的三分之一，此前总人口为1400万）。

## 后续

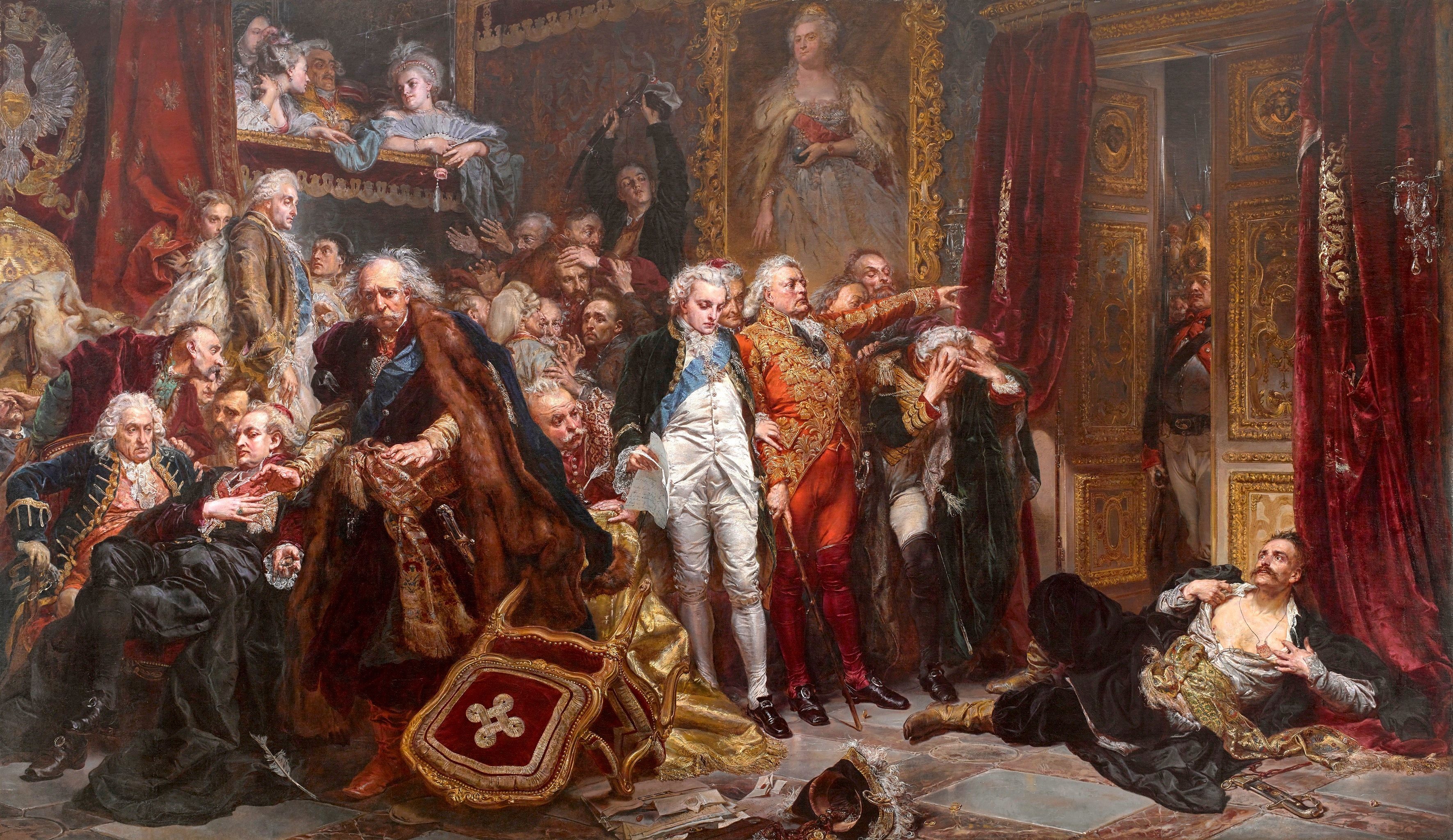
「雷伊坦，或波兰的衰落」，扬·马特耶科的帆布油画, 1866, 282 x 487 cm, 华沙皇家城堡.

在占领他们各自所需的领土后，三个瓜分势力要求国王斯坦尼斯瓦夫·奥古斯特·波尼亚托夫斯基和瑟姆批准他们的行動。国王向西欧寻求援助并推迟召开瑟姆。但是西欧势力对这次瓜分漠不关心，只有埃德蒙·伯克等一小余人反对瓜分。
在没有援助之際，且德奥俄三国联军以占领华沙来强迫国王召开议会的情况下，议员们已经没有余地可以去选择了。议员中强烈反对瓜分波兰的人遭到了俄罗斯人的恐吓，比如说，奥托·马格努斯·冯·斯塔科尔伯格就宣称如果瓜分提案遭到拒绝，整个华沙城都会被他们夷平。其他恐吓手段包括处决、没收土地和对波兰的进一步瓜分；根据爱德华·亨里克·莱温斯基·措尔温的描述，一些议员甚至被俄罗斯人逮捕并被流放至西伯利亚。
地方议会（波蘭稱之為瑟米克）拒绝向瑟姆推选代表，在克服諸多嚴峻的難題後，僅有比正常人数的一半还少的议员参加由瑟姆元帅米哈乌·希耶尼姆·拉齐维乌和亚当·波宁斯基领导的议会；特别是后者，是受到俄罗斯人贿赂，并遵照俄罗斯人的意见行事的波兰贵族之一。这次瑟姆被称为瓜分瑟姆。为了阻止反对者通过自由否决权阻止瑟姆的運作，使其阻止瓜分的意图落空，波宁斯基领会了将常规瑟姆转为推行多数决定原则的联盟瑟姆的建议。尽管塔德乌什·雷伊坦、塞缪尔·科萨克和斯坦尼斯瓦夫·博胡谢维奇等人尽力阻止召开议会，但是在波宁斯基、拉齐维乌、主教安德热·姆沃杰约夫斯基、伊格纳奇·雅库布·马萨尔斯基和在波兰议会拥有很高地位的波兰大主教安托尼·卡齐米日·奥斯特洛夫斯基的帮助下，议会还是顺利召开了。瑟姆推选了一个由30人构成的委员会以解决出现的各种问题。在1773年9月18日，委员会正式签署割让条约，宣布放弃联邦失地的所有主权要求。

## 进阶阅读
- Herbert H. Kaplan, The First Partition of Poland, Ams Pr Inc (1972年6月), ISBN 0-404-03636-8
- Tadeusz Cegielski, Łukasz Kądziela, Rozbiory Polski 1772-1793-1795, 华沙1990年
- Władysław Konopczyński Dzieje Polski nowożytnej, t. 2, 华沙1986年
- Tomasz Paluszyński, Czy Rosja uczestniczyła w pierwszym rozbiorze Polski czyli co zaborcy zabrali Polsce w trzech rozbiorach. Nowe określenie obszarów rozbiorowych Polski w kontekście analizy przynależności i tożsamości państwowej Księstw Inflanckiego i Kurlandzkiego, prawnopaństwowego stosunku Polski i Litwy oraz podmiotowości Rzeczypospolitej, 波兹南2006年
- S. Salmonowicz, Fryderyk Wielki, 弗罗茨瓦夫2006年
- Maria Wawrykowa, Dzieje Niemiec 1648-1789, 华沙1976年
- Editor Samuel Fiszman, Constitution and Reform in Eighteenth-Century Poland, Indiana University Press 1997年 ISBN 0-253-33317-2
- Jerzy Lukowski Liberty's Folly The Polish-Lithuanian Commonwealth in the Eighteenth Century, Routledge 1991年 ISBN 0-415-03228-8
- Adam Zamoyski The Last King of Poland, Jonathan Cape 1992年 ISBN 0-224-03548-7